# Kestra Kihleng
Kestra Kihleng (* 12. August 2003) ist eine mikronesische Schwimmerin.

## Biografie
Kestra Kihleng nahm im Alter von 13 Jahren bereits an den Schwimmweltmeisterschaften 2017 teil. Es folgten weitere WM-Teilnahmen in den Jahren 2022, 2023 und 2024, jedoch ohne Medaillen. Bei den Olympischen Sommerspielen 2024 in Paris belegte Kihleng im Wettkampf über 50 Meter Freistil den 52. von 79 Plätzen. Bei der Eröffnungsfeier war sie gemeinsam mit Tasi Limtiaco Fahnenträgerin der mikronesischen Mannschaft. 